# Erkki Tuomioja
Erkki Sakari Tuomioja (ur. 1 lipca 1946 w Helsinkach) – fiński polityk, ekonomista, minister spraw zagranicznych (2000–2007 i 2011–2015).

## Życiorys
W 1971 ukończył studia z zakresu nauk społecznych, a w 1974 studia ekonomiczne w Helsińskiej Wyższej Szkole Handlu. W 1996 na Uniwersytecie Helsińskim uzyskał stopień naukowy doktora. Pracował zawodowo jako dziennikarz, analityk gospodarczy i wydawca. Od 1979 do 1991 zajmował stanowisko zastępcy burmistrza Helsinek. W 1997 na Uniwersytecie Helsińskim objął stanowisko docenta. Opublikował kilkanaście książek.
Po raz pierwszy mandat posła do Eduskunty uzyskał w 1970, sprawował go do 1979. Do parlamentu powrócił w 1991, od tego czasu w kolejnych wyborach (1995, 1999, 2003, 2007, 2011, 2015 i 2019) skutecznie ubiegał się o reelekcję z okręgu w Helsinkach.
W 1970 wstąpił do Fińskiej Partii Socjaldemokratycznej. Działa także w Obywatelskiej Inicjatywie Opodatkowania Obrotu Kapitałowego. W 1999 został ministrem handlu i przemysłu w rządzie Paava Lipponena. W 2000 objął urząd ministra spraw zagranicznych, pełnił go także w gabinecie Anneli Jäätteenmäki i pierwszym rządzie Mattiego Vanhanena. Do rządu powrócił w 2011, kiedy to Jyrki Katainen powierzył mu ponownie kierowanie resortem spraw zagranicznych. Pozostał na tym stanowisku również w utworzonym w 2014 gabinecie Alexandra Stubba. Zakończył urzędowanie w 2015.